# Albina Ligachova
Albina Albértovna Ligachova (en ruso: Альбина Альбертовна Лигачёва; Lípetsk, URSS, 18 de octubre de 1969) es una deportista rusa que compitió en remo.
Ganó una medalla de bronce en el Campeonato Mundial de Remo de 1997, en la prueba de dos sin timonel. Participó en dos Juegos Olímpicos de Verano, ocupando el sexto lugar Atlanta 1996 y el séptimo en Sídney 2000, en el dos sin timonel.

## Palmarés internacional
| Campeonato Mundial | Campeonato Mundial     | Campeonato Mundial | Campeonato Mundial |
| Año                | Lugar                  | Medalla            | Prueba             |
| ------------------ | ---------------------- | ------------------ | ------------------ |
| 1997               | Aiguebelette (Francia) | Medalla de bronce  | Dos sin timonel    |